# Црква Капникареја
Црква Капникареја (грч. Καπνικαρέα Капникареја) је крстокуполна црква  средњевизантијског периода из 11. века у Атини. Црква је подигнута око 1050. године и једна је од најстаријих православних цркава у грчкој престоници. Налази се у центру Атине у улици Ермоу (Хермес), најкомерцијалнијој и најскупљој улици у историјском центру града.
Храм је посвећен Ваведењу Пресвете Богородице, њен власник је универзитет у Атини, па се због тога назива и „Свети универзитетски храм“.

## Историја и назив храма
Према доступним информацијама, храм је подигнут на месту старије цркве, коју је подигла Атенаида-Евдокија, супруга византијског цара Теодосија II. Заузврат, прва црква, која је била уобичајена у хришћанској Византији, изграђена је на темељима древног паганског храма, посвећеног, очигледно, Атени или Деметри. Антички стубови, капители, скулптурални елементи и натписи уграђени су у садашњи хришћански храм.
Сматра се да назив цркве потиче од онога ко ју је саградио, који је убирао порез на имовину, по свему судећи, био је скупљач такозване „таксе на дим“ у византијским годинама. Раније је носио назив Камоуџхареа, по називу златотканих тканина (камуча) које су се вероватно израђивале у радионицама у околини. Претпоставља се да је (грч. Καπνικος φορος Капникοс фοрос).
Храм је тешко оштећен током Грчке револуције, када је град неколико пута мењао власника.
Након што је у обновљеној грчкој држави успостављена монархија мале Баварске Ото Грчки, а престоница пренета из Нафплиона у Атину, између осталих урбанистичких предлога, 1834. године, предложено је и рушење оронуле Капникареје. Храм је спашен након интервенције оца младог монарха Лудвига Баварског. Планирано је и да се храм разгради 1863. године, али је спашен захваљујући противљењу митрополита атинског Теофила (Влахопападопулоса).

## Архитектура
Архитектонски стил је синтетички упасана крстокупола. Куполу храма подржавају четири романичка стуба. На источној страни храм има три апсиде, на западној страни припрата. На северној страни храма је дозидана капела са куполом у част Великомученице Варваре.